# Anthology 3
Anthology 3 je kompilacijski album angleške rock skupine The Beatles, izdan 28. oktobra 1996. Album je izšel kot tretji del trilogije Anthology (Antologija), ki poleg tega albuma vsebuje še Anthology 1 in Anthology 2. Istočasno je bila na britanski televiziji predvajana dokumentarna serija The Beatles Anthology.
Anthology 3 vsebuje predvsem redke posnetke, osnutke posnetkov in posnetke, ki so jih Beatli zavrgli. Skladbe so bile posnete med snemanjem albumov: The White Album, Abbey Road in Let It Be. Po skladbah »Free as a Bird« in »Real Love«, ki sta prvič izšli na Anthology 1 in Anthology 2, so preostali trije člani skupine The Beatles želeli na Anthology 3 izdati še tretjo novo skladbo »Now and Then«, vendar so obdelavo opustili zaradi slabe kakovosti demo posnetka, ki ga je naredil John Lennon. Na njeno mesto je prišla skladba »A Beginning«, ki jo je napisal George Martin.

## Seznam skladb
Vse skladbe sta napisala John Lennon in Paul McCartney, razen kjer je posebej označeno.
| Stran 1 | Stran 1                                 | Stran 1 |
| Št.     | Naslov                                  | Dolžina |
| ------- | --------------------------------------- | ------- |
| 1.      | „A Beginning‟ (Martin)                  | 0:50    |
| 2.      | „Happiness Is a Warm Gun1‟              | 2:15    |
| 3.      | „Helter Skelter (2.)‟                   | 4:38    |
| 4.      | „Mean Mr. Mustard1‟                     | 1:58    |
| 5.      | „Polythene Pam1‟                        | 1:26    |
| 6.      | „Glass Onion1‟                          | 1:51    |
| 7.      | „Junk1‟ (McCartney)                     | 2:25    |
| 8.      | „Piggies1‟ (Harrison)                   | 2:01    |
| 9.      | „Honey Pie1‟                            | 1:19    |
| 10.     | „Don't Pass Me By (3. in 5.)‟ (Starkey) | 2:42    |
| 11.     | „Ob-La-Di, Ob-La-Da (5.)‟               | 2:56    |
| 12.     | „Good Night (34.)‟                      | 2:38    |

1 Posneto na domu Georga Harrisona
| Stran 2 | Stran 2                                          | Stran 2 |
| Št.     | Naslov                                           | Dolžina |
| ------- | ------------------------------------------------ | ------- |
| 1.      | „Cry Baby Cry (1.)‟                              | 2:47    |
| 2.      | „Blackbird (4.)‟                                 | 2:19    |
| 3.      | „Sexy Sadie (6.)‟                                | 4:06    |
| 4.      | „While My Guitar Gently Weeps (demo)‟ (Harrison) | 3:27    |
| 5.      | „Hey Jude (2.)‟                                  | 4:21    |
| 6.      | „Not Guilty (102.)‟ (Harrison)                   | 3:22    |
| 7.      | „Mother Nature's Son (2.)‟                       | 3:17    |

| Stran 3 | Stran 3                                                               | Stran 3 |
| Št.     | Naslov                                                                | Dolžina |
| ------- | --------------------------------------------------------------------- | ------- |
| 1.      | „Glass Onion (33.)‟                                                   | 2:08    |
| 2.      | „Rocky Raccoon (8.)‟                                                  | 4:13    |
| 3.      | „What's the New Mary Jane (4.)‟                                       | 6:12    |
| 4.      | „Step Inside Love/Los Paranoias‟ (Lennon, McCartney, Harrison, Starr) | 2:30    |
| 5.      | „I'm So Tired (3., 6. in 9.)‟                                         | 2:14    |
| 6.      | „I Will (1.)‟                                                         | 1:55    |
| 7.      | „Why Don't We Do It in the Road? (4.)‟                                | 2:15    |
| 8.      | „Julia (2.)‟                                                          | 1:75    |

| Stran 4 | Stran 4 | Stran 4 |
| Št.     | Naslov | Dolžina |
| ------- | --- | ------- |
| 1.      | „I've Got a Feeling‟ | 2:49    |
| 2.      | „She Came in Through the Bathroom Window‟                                                                                | 3:37    |
| 3.      | „Dig a Pony‟ | 4:18    |
| 4.      | „Two of Us‟ | 3:27    |
| 5.      | „For You Blue‟ (Harrison)                                                                                                | 2:23    |
| 6.      | „Teddy Boy‟ (McCartney)                                                                                                  | 3:18    |
| 7.      | „Medley: Rip It Up/Shake, Rattle and Roll/Blue Suede Shoes‟ (Robert Blackwell, John Marascalco;Jesse Stone;Carl Perkins) | 3:10    |

| Stran 5 | Stran 5                                                                      | Stran 5 |
| Št.     | Naslov                                                                       | Dolžina |
| ------- | ---------------------------------------------------------------------------- | ------- |
| 1.      | „The Long and Winding Road‟                                                  | 3:41    |
| 2.      | „Oh! Darling‟                                                                | 4:08    |
| 3.      | „All Things Must Pass (demo)‟ (Harrison)                                     | 3:05    |
| 4.      | „Mailman, Bring Me No More Blues‟ (Ruth Roberts, Bill Katz, Stanley Clayton) | 1:56    |
| 5.      | „Get Back (v živo, Rooftop Concert)‟                                         | 3:09    |
| 6.      | „Old Brown Shoe (demo)‟ (Harrison)                                           | 5:43    |
| 7.      | „Octopus's Garden (2. in 8.)‟ (Starkey)                                      | 2:49    |
| 8.      | „Maxwell's Silver Hammer (5.)‟                                               | 3:50    |

| Stran 6 | Stran 6                                      | Stran 6 |
| Št.     | Naslov                                       | Dolžina |
| ------- | -------------------------------------------- | ------- |
| 1.      | „Something (demo)‟ (Harrison)                | 3:19    |
| 2.      | „Come Together (1.)‟                         | 3:40    |
| 3.      | „Come and Get It (demo)‟ (McCartney)         | 2:30    |
| 4.      | „Ain't She Sweet‟ (Milton Ager, Jack Yellen) | 2:09    |
| 5.      | „Because (a capella)‟                        | 2:24    |
| 6.      | „Let It Be‟                                  | 4:05    |
| 7.      | „I Me Mine (16.)‟ (Harrison)                 | 1:48    |
| 8.      | „The End (Remix)‟                            | 2:51    |